# Abdul Rahman di Negeri Sembilan
Duli Yang Maha Mulia Almarhum Tuanku Ja'afar ibni Tuanku Almarhum Abdul Rahman (Seri Menanti, 24 agosto 1895 – Kuala Lumpur, 1º aprile 1960) è stato Yang di-Pertuan Besar di Negeri Sembilan dal 1933 al 1960 e Yang di-Pertuan Agong di Malaya dal 1957 al 1960.

## Origini, istruzione e carriera iniziale
Tunku Abdul Rahman nacque il 24 agosto 1895 a Seri Menanti, secondo figlio di Tuanku Muhammad, primo di Yang di-Pertuan Besar del moderno Stato di Negeri Sembilan e settimo Yang di-Pertuan Besar di Negeri Sembilan e della consorte Tunku Puan Chik.
Ricevette la sua educazione primaria presso la scuola malese di Jempol, per poi passare al collegio malese tra il 1907 e il 1914. Lavorò presso la Segreteria Federale di Kuala Lumpur per un periodo di un anno prima di essere nominato assistente dell'amministrazione dei terreni a Seremban. Servì come sottotenente nella fanteria volontaria malese prima di essere promosso tenente nel 1918.
Alla morte del fratello maggiore, Tunku Abdul Aziz, nel 1917, venne nominato erede al trono e ricevette il titolo di Tunku Muda Serting.
Tuanku Abdul Rahman venne successivamente nominato assistant malay officer a Klang prima di essere trasferito a Sepang. Gli fu poi assegnato un posto di lavoro a Ulu Selangor come assistente nell'amministrazione delle terre. Come risultato della sua perseveranza e diligenza, venne promosso ad assistant district officer. Il punto di svolta della sua carriera avvenne nel 1925, quando servì per un breve periodo presso la Corte Suprema di Kuala Lumpur.
Nel 1925, accompagnò suo padre, in un viaggio nel Regno Unito per visitare la British Empire Exhibition a Wembley e sua maestà re Giorgio V. Durante il viaggio nel paese, decise di volere studiare legge. Con l'approvazione di suo padre Tuanku Muhammad, Abdul Rahman soggiornò nel Regno Unito fino al completamento degli studi, quando si laureò in legge.
Rimase a qualificarsi come avvocato da Inner Temple. Tre anni dopo, nel 1928, venne ammesso alla barra. A Londra, venne eletto primo presidente della Kesatuan Melayu del Regno Unito, uno dei primi gruppi malesi nazionalisti.
Al ritorno in Malesia nel mese di dicembre 1928, lavorò nel Servizio civile malese in varie parti del paese. Per i primi anni, lavorò sodo fino a diventare magistrato. Successivamente venne nominato ufficiale distrettuale.

## Elezione a sovrano di Negeri Sembilan

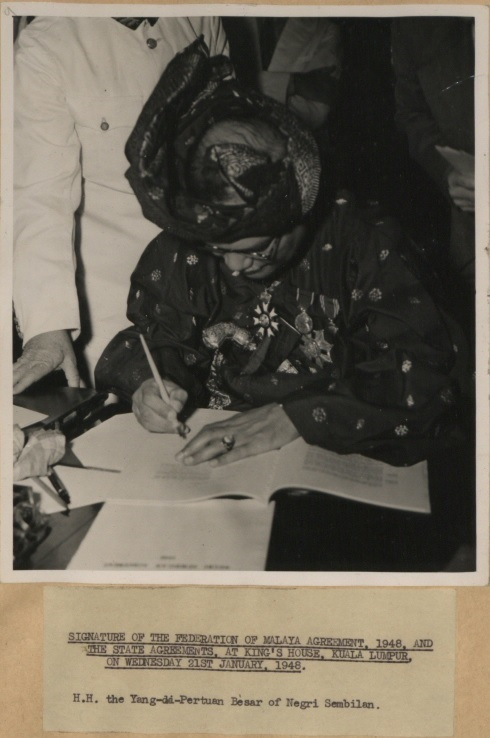
Abdul Rahman di Negeri Sembilan firma l'Accordo sull'Unione malese e l'Accordo di Stato alla King's House di Kuala Lumpur il 21 gennaio 1948.

Nel 1933, in seguito alla morte di suo padre, gli succedette sul trono di Negeri Sembilan. In quel tempo era già un avvocato, e l'unico sovrano malese a possedere tale titolo di studio e ad aver svolto la professione.
Tuanku Abdul Rahman (come è diventato) fu interrogato dagli inglesi riguardo a certi discorsi che il sovrano aveva fatto in favore dei giapponesi durante l'occupazione militare della Malesia (1942-1945). Egli ammise di averli fatti, ma sotto costrizione, nel timore che i giapponesi gli togliessero i suoi privilegi reali.
Anche se successivamente firmò il trattato istitutivo dell'Unione malese, più tardi cambiò idea e, su proposta del sultano Badlishah di Kedah, incaricò un avvocato con sede a Londra di rappresentare il caso dei governanti malesi contro il piano di unione elaborato dal governo di Clement Attlee.

## Elezione a Yang di-Pertuan Agong
Tuanku Abdul Rahman fu eletto primo Yang di-Pertuan Agong della Federazione della Malesia (l'attuale Malesia prima dell'adesione del Borneo settentrionale, di Sarawak e di Singapore nel 1963) il 3 agosto 1957 con un mandato di cinque anni, con otto voti contro uno, sconfiggendo il più anziano sultano Abu Bakar di Pahang. Era sovrano di Negeri Sembilan da ventiquattro anni.

## Investitura
Tuanku Abdul Rahman venne investito ufficialmente il 1º settembre 1958 nella sala del trono dell'Istana Negara, il palazzo reale.
Siccome i governanti malesi tradizionalmente non possiedono corone, l'investitura è avvenuta baciando il kriss reale dello stato (keris kerajaan) al ritmo della Nobat, una tradizione che è stata poi seguita dai successori.
In onore di Tuanku Abdul Rahman, tutti i successivi Yang di-Pertuan Agong della Malesia hanno anche usato il copricapo Dendam Tak Sudah, tipico di Negeri Sembilan.

## Morte e funerale
Tuanku Abdul Rahman morì nel sonno all'Istana Negara a Kuala Lumpur nel primo mattino del 1º aprile 1960. Il funerale di Stato si tenne presso la sala dei banchetti dell'Istana Negara. Il 2 aprile 1960, il corteo funebre passò per Kuala Lumpur, dopo di che la bara di teak del defunto venne portata in treno a Seremban e poi con un carro funebre all'Istana Besar a Seri Menanti. Fu sepolto nel Mausoleo Reale di Seri Menanti il 5 aprile 1960.

## Eredità
Il ritratto di Tuanku Abdul Rahman è ancora presente sul dritto delle banconote nazionali fin dalla prima serie rilasciata nel 1967.

## La fede nella democrazia
Tuanku Abdul Rahman credette fortemente nella democrazia parlamentare e una delle sue citazioni più memorabili è stata quella rivolta a un dignitario straniero del Medio Oriente che nel 1959 si lamentò del primo ministro Tunku Abdul Rahman che accusava di volerlo mettere nel sacco. Dopo tale accusa, il sovrano rispose: «Ahimè non posso licenziarlo, è eletto dal popolo, è lui che, come primo ministro del paese, mi può licenziare !".

## Vita personale
Tuanku Abdul Rahman si sposò quattro volte:
- nel 1919 con Dulcie Campbell, un'infermiera britannica che abbracciò l'Islam prendendo il nome Cik Maimunah, in seguito divorziarono;
- nel 1920 con Tunku Maharun Binti Tunku Mambang, membro della famiglia reale di Negeri Sembilan, in seguito divorziarono;
- nel 1929 con Tunku Kurshiah, figlia di Tunku Besar Burhanuddin, una cugina, che divenne la prima regina di Malesia;[9]
- nel 1948 con Tunku Zaidah, figlia di Tunku Zakaria, un'altra cugina.[10]

Tuanku Abdul Rahman ebbe in totale tre figli e cinque figlie.
Da Cik Engku Maimunah, la sua prima moglie, nacquero due maschi e due femmine. La più anziana è Tunku Aidah, seguita da Tunku Jaafar, Tunku Sheilah e Tunku Abdullah.
Con la sua seconda moglie, Tuanku Maharum, ebbe un figlio, Tunku Munawir, nono Yang di-Pertuan Besar di Negeri Sembilan,.
La terza moglie gli diede due figlie: Tunku Hajah Bahiya e Tunku Hajjah Shahariah.
Dal quarto matrimonio nacque una figlia, Tunku Noraida Zakia.
Suo nipote Tunku Muhriz attualmente regna come Yang di-Pertuan Besar di Negeri Sembilan.

## Hobby e interessi
Tuanku Abdul Rahman nutriva un vivo interesse per gli sport come il cricket, il calcio e il tennis. Tuttavia, il suo sport preferito era il pugilato. Infatti, quando era giovane amava indossare i guantoni da box con i suoi figli.